# Fontaine-Fourches
Fontaine-Fourches – miejscowość i gmina we Francji, w regionie Île-de-France, w departamencie Sekwana i Marna.
Według danych na rok 1990 gminę zamieszkiwało 471 osób, a gęstość zaludnienia wynosiła 40 osób/km² (wśród 1287 gmin regionu Île-de-France Fontaine-Fourches plasuje się na 825. miejscu pod względem liczby ludności, natomiast pod względem powierzchni na miejscu 288.).